# PubMed Central
PubMed Central est une base de données bibliographique d'articles en sciences biomédicales et de santé en accès libre. C'est un descendant direct d'Entrez, un système de recherche de documents biomédicaux de PubMed. PubMed Central fut mis au point par la National Library of Medicine (NLM) pour servir d'archive aux articles biomédicaux. 
Tous les articles de PubMed Central sont librement accessibles. Cependant, quelques éditeurs imposent un embargo avant d'autoriser l'accès libre, le plus souvent six mois après leur publication dans une revue ou un magazine. Chaque article publié dans la base de données se voit attribuer un identifiant unique, le PMCID.
En décembre 2018, l'archive contenait approximativement 5,2 millions d'entrées, formée d'articles, d'éditoriaux et de lettres. En septembre 2004, PubMed Central, PubMed et les services connexes de la NLM répondaient à 1 300 requêtes par seconde et transmettaient environ 1,3 téraoctet de données par jour.